# Boudicca (film 2003)
Boudicca (Boudica o Warrior Queen) è un film biografico del 2003 diretto da Bill Anderson; narra la vita di Boudicca, la regina guerriera che comandò la celebre rivolta contro i romani, persa.
Il film ha segnato il debutto cinematografico dell'attrice Emily Blunt, nel ruolo di Isolda, figlia di Boudicca.

## Trama
Dopo la morte dell'amorevole marito, Boudicca, feroce donna guerriera, madre delle figlie adolescenti Isolda e Siora e regina della tribù degli Iceni, rimane sola ad unificare le litigiose tribù britanniche ed opporsi all'irresistibile avanzata dei Romani.
Disgustata e stanca dell'incessante conflitto tra la sua gente e Roma, la regina accetta un trattato di pace con questi ultimi, a condizione che non venga tolta l'indipendenza alla sua tribù. Tuttavia i Romani subito impongono alla nuova provincia della Britannia delle tasse eccessivamente alte, che presto impoveriscono la tribù e portano i governatori a pretendere qualcosa in più: gli schiavi.
Poiché, com'è giusto, gli Iceni e Boudicca si rifiutano categoricamente di sottomettersi a loro, sotto la guida dell'avidissimo e psicopatico Nerone, i Romani si muovono minacciosamente per schiacciare e zittire definitivamente gli Iceni: in tutto questo Boudicca deve preparare da sola la resistenza.
Purtroppo però, una mattina, i Romani assaltano il palazzo, violentano le giovanissime Isolda e Siora e, davanti al popolo, denudano e frustano Boudicca in piazza, ai vertici dell'umiliazione. Da adesso Boudicca, sentendosi oltraggiata e assetata di vendetta più che mai, abbandona ogni scrupolo e promette con ferocia di rendere giustizia a sé stessa, alle proprie figlie e a tutta la sua gente.
Finalmente i suoi sforzi vengono ripagati, poiché attingendo alla forza dei suoi guerrieri, ai mistici oracoli dei Druidi e al suo stesso dolore, Boudicca riesce a riunire tutte le formidabili tribù britanniche storicamente divise, per scatenare la rivolta che prende il suo nome, fallita.

## Produzione

### Riprese
Le riprese si sono svolte tra il Regno Unito e la Romania. In particolare la statua di Boudicca e le sue figlie che si vede nella scena finale è situata vicino al Westminster Pier, nella Londra nuova e non vecchia. In Romania le scene sono state tutte girate all'interno dei MediaPro Studios di Bucarest.

## Distribuzione
Il film è stato distribuito nelle sale cinematografiche inglesi dal 28 settembre 2003, mentre negli altri Paesi del mondo:
- Stati Uniti: 12 ottobre
- Argentina: 23 ottobre
- Svezia: 15 gennaio 2004
- Norvegia: 21 gennaio 2004
- Giappone: 3 settembre 2004
- Germania: 8 novembre 2004

## Inesattezze storiche[4]
- Nel film si vede il marito di Boudicca, Prasutago, morire all'incirca nello stesso periodo dell'imperatore romano Claudio: in realtà quest'ultimo morì nel 54, 7 anni prima del re degli Iceni, morto nel 61;
- Nel film si vede Dacianus venir catturato, quando in realtà riuscì a sfuggire alla rivolta di Boudicca e al conseguente massacro di Camulodunum;
- Agrippina in realtà venne assassinata dal figlio Nerone nel 59, e non nel 60;
- Nerone non sposò Poppea fino al 62, ma nel film (ambientato tra il 60 e 61), ella è già sua moglie.

## Accoglienza

### Incassi
Il film ha guadagnato un incasso complessivo di oltre 10,5 milioni di dollari in tutto il mondo.